# Diadegma villosulum
Diadegma villosulum är en stekelart som först beskrevs av Hedwig 1962.  Diadegma villosulum ingår i släktet Diadegma och familjen brokparasitsteklar. Inga underarter finns listade i Catalogue of Life.